# Maravilla (zarzuela)
Maravilla es una zarzuela, denominada comedia lírica, en tres actos con libreto de Antonio Quintero y Jesús María de Arozamena, y música compuesta por Federico Moreno Torroba, se estrenó en el Teatro Fontalba de Madrid el 12 de abril de 1941.

## Comentario
Tras la guerra civil española, la zarzuela trato de volver a su ritmo normal de creación, presentando nuevos títulos e intentó encontrar nuevos caminos para poder revitalizarse, pero de poco le valdría, ya que poco a poco se iría produciendo su decadencia. En sus tramas y argumentos, se utiliza poco las acciones tratadas en épocas actuales, reservadas para las revistas musicales o los sainetes, mientras se recurren a otras épocas anteriores al conflicto bélico, o las de siglos anteriores. 
En el apartado musical, Federico Moreno Torroba, un compositor cuyo nombre se había cimentado antes y durante la guerra, demuestra una vena creativa incesante, al crear una partitura variada, bien ajustada a una trama ligera, pero sobre todo, al tener las conexiones con el mundo de la lírica, para desarrollar una música de amplios vuelos.
Tanto en el estreno como en la grabación fongráfica del mismo actuaron Luis Sagi-Vela (Rafael) Maruja Vallojera (Elvira), mientras que Angelita Durán (Manuela-Maravilla) se encargó de grabar el papel que estrenó en el teatro Selica Pérez Carpio, y a las pistas del sello Columbia se le sumaron dos del sello Regal: el Chotis y la canción Millonarios de Ilusión. Zarzuela castiza, elegante y momentos dramáticos que nada tienen que envidiar a cualquier ópera, como es el caso en la celebérrima “Romanza de Rafael” (Amor, vida de mi vida).
También parece un homenaje a Madrid, al que Torroba regresó pletórico y lleno de proyectos, finalizada la contienda: “¡Ay Madrid, por fin te veo!, se deslumbra mi alma con la luz de tu cielo. A través de la tierra, por los mares inmensos, en las noches triunfales te enviaba mil besos”.
En 1957, esta zarzuela fue llevada al cine, dirigida por Javier Setó y protagonizada por Carmen Morell y Pepe Blanco.

## Sinopsis
La acción transcurre en Madrid a principios del siglo XX. Manuela-Maravilla ha ido creciendo al lado de un convento que tiene a Emilio por jardinero. A instancias de las monjas se casan. Maravilla, que vende flores, tiene muchos admiradores a causa de su preciosa voz. Emilio muere y Maravilla hace galas como tiple en el extranjero. La trama se complica cuando Elvira, su hija, se enamora, dando lugar a una serie de malentendidos entre ambas que terminarán por resolverse.

## Argumento
La acción transcurre en Madrid, el acto primero entre 1900 y 1905, la de los actos segundo y tercero sobre 1920
- Acto Primero

En el jardín de un convento, se alza una iglesia en donde hay instalado un pequeño puesto de flores, regentado por Emilio, el jardinero del convento y su esposa Manuela, una bella y simpática mujer, que es la admiración de muchos en el barrio, siendo asediada constantemente por muchos hombres, provocando la ira y celos de Emilio.
A la iglesia llega Antonio, un joven torero; acompañado de Rufo, su apoderado, vienen con la intención de declararse a Manuela. Mientras el torero entra en la iglesia, Rufo aprovecha para charlar con Emilio, para invitarle a ver una de las corridas de toros y alabar las cualidades de su mujer, con el resultado de suscitar las iras de Emilio.
Llega de la calle Manuela, acompañada de varios admiradores, que le sirven de porteadores de macetas. Tras despedirlos, corre a saludar a su marido, el cual está visiblemente molesto por toda la situación; en su conversación se descubre que Manuela al quedar huérfana, fue criada por las monjas, y luego alentada por ellas, se casó con Emilio. La amargura de Emilio, es la de ver a su mujer hermosa y joven, con unas grandes dotes artísticas, mientras él va camino de su vejez, por tal motivo le prohíbe siempre cantar por el temor a que con ello, pudiera desaparecer de su lado. 
Aparece Agapito, jefe de la claque del Teatro Real, un hombre algo bruto pero muy avispado en el conocimiento del arte lírico, el cual siempre trata de convencer a Emilio para dejar a su mujer cantar, y convenciéndole de que uno de los grandes divos del teatro, el barítono Zabala, está interesado en conocer su voz y promocionarla, a lo que se niega rotundamente Emilio. Pero sus planes se desbaratan cuando una de las monjas llega con un mensaje, Manuela debe de cantar en la misa por orden de la madre superiora, para satisfacer el capricho de la marquesa de Villamerced, una de las protectoras del convento, dejando a los demás desconcertados.
Llega al convento la Marquesa acompañada de todo su séquito de amigas y lacayos, vienen a felicitar a Manuela, poco a poco se hacen eco de la noticia los vecinos del barrio, acudiendo en masa a la iglesia para admirar ese portento. Al final se presenta el mismo Zabala, que tras escucharla un poco, alaba sus virtudes y porvenir. Mientras comienza la misa, Emilio se queda fuera, escuchando con amargura la bella voz de su mujer, mientras abraza tiernamente a la hija de ambos.
- Acto Segundo

En un taller de sastrería para teatro, las obreras cantan mientras realizan sus labores ante la supervisión de Casta, una aspirante a cantante fracasada; en esta labor ayuda Agapito, dueño del taller, que al dejar de pertenecer al Teatro Real, montó este negocio con la ayuda de Manuela, ahora apodada Maravilla, la cual ha causado verdadero entusiasmo desde su presentación en el teatro, y que les ha dejado a su cargo a su hija Elvira.
Se presenta en el taller Faustino, un muchacho bastante caradura, a recoger un encargo. Esto despierta las sospechas en Agapito, que teme por la hija de Manuela, Elvira, a la cual tiene seducida. Anita, una de las encargadas del taller, hace comentarios sobre los grandes éxitos cosechados por Maravilla en el extranjero, y sobre la muerte de su marido, tras su estreno en el Teatro Real. 
Llega al taller Elvira, la cual se ha convertido en una bella jovencita, contenta por saber de las buenas noticias de su madre. Aprovecha Agapito para convencerla sobre su erróneo noviazgo con Faustino, y hacerla ver otro buen partido, Rafael, un muchacho con alma de artista y un porvenir igual de brillante que el de Maravilla. Elvira lo rechaza achacándole su carácter bohemio y romántico, prefiriendo a Faustino.
Hace acto de presencia Rafael, causando gran revuelo entre las muchachas del taller, viene buscando limosna para Don Samuel, un pobre músico ambulante, demostrando un gran altruismo y despertando la admiración de ellas; aprovechan la ocasión para espabilar a Rafael y animarle a declararse ante Elvira, la cual al ver los intentos se ríe en su cara y aprovecha para dar coba a Faustino. Tal escena indigna a Agapito y a todos los demás.
Por la puerta del taller, entra triunfal Maravilla, que llega de su gira por el mundo ansiando volver a ver a su gente. Todo son abrazos y muestras de afecto. Al quedar a solas, Maravilla revela a su hija Elvira una buena noticia, ha conocido a un hombre interesante, con un gran porvenir como el suyo, y viene a presentárselo; es nada más y nada menos que Rafael, el otro pretendiente de Elvira. Todos la alaban, menos Elvira, la cual queda consternada por la sorpresa.
- Acto Tercero

En el saloncillo del teatro, próximo al camerino de Maravilla, se desarrolla la representación de la ópera donde actúan Maravilla y Rafael.
Maravilla está dándose los últimos retoques antes de salir a escena, acompañada de Casta y de Elvira. Se congrega ante ellos toda una muchedumbre de admiradores, entre los que destaca Antonio, el toreador ahora convertido en empresario, viene a rendir su admiración y a alabar la belleza de la hija de Maravilla. Agapito, también comenta la apasionada actuación de ella con Rafael, provocando la amargura de Elvira.
Al quedar la sala a solas, Elvira redacta una nota y se la da Anita, desapareciendo al momento. Anita al quedar al cuidado del camerino de Maravilla, admira la cantidad de joyas y adornos, pero a la vez le entra miedo por los ladrones, siendo socorrida por los coristas vestidos de coraceros franceses.
En el salón llega del escenario Rafael acompañado de Zabala. Rafael le agradece sinceramente su ayuda y dedicación a su voz para que pudiera debutar tan triunfalmente, pero Zabala se quita méritos, solo lo ha hecho por su amor hacia Maravilla, haciendo saltar las sospechas en Rafael y tornándose la charla en una agria discusión, cuando llegan oportunamente Casta y Agapito para cortarla. 
Tras marcharse Rafael, le exponen a Zabala la realidad, el noviazgo de Maravilla y Rafael, es solo una treta para provocar los celos de Elvira y que esta por fin se dé cuenta de su amor a Rafael. Entran desde el escenario, Rafael y Maravilla, acompañados de todo un grupo de admiradores, Anita le hace llegar la nota de Elvira y Maravilla al leerla se sonríe al ver su plan surtir efecto, corre a vestirse y a prepararse para buscar a Elvira, mientras Rafael deleita a los asistentes con una romanza de la ópera.
Al salir del camerino, aparece Faustino con Elvira a su brazo, la cual entrega a Rafael, recomendándole su cuidado y haciendo gala de algo de honestidad; Anita, ante esta escena, corre tras él. Rafael y Elvira marchan felices, viéndolos pasar la gente. Maravilla, al quedar a solas con Zabala, se sonríe pero se da cuenta de que en el fondo ella también estaba empezando a enamorarse de Rafael.

## Números musicales
- Acto primero

- Introducción y escena: "El mes de abril se aleja"
- Entrada de Manuela y chotis: "Allá en el puesto de la pradera"
- Romanza de Manuela: "¿Me quieres? Te quiero" *
- Mazurca y coplas de la Marquesa: "La señora marquesa viene al templo a rezar"
- Escena y dúo de Manuela y Zabala: "Maravilla, flor y nata de la corte"
- Ave María y fin del acto primero: "Dios te salve María"
- Acto segundo

- Introducción y coro de las obreras: "Tiene la tarara cierto parpadeo"
- Evocación del Género Chico: "Lo mismo que monumentos"
- Romanza de Rafael: "Caballero de inmensa fortuna"
- Entrada y Pasacalle de Manuela: "¡Mi cielo! ¡Mi gloria!"
- Dúo de Rafael y Manuela - fin del acto segundo: "La Señora de Fernández"
- Acto tercero

- Romanza de Elvira: "Madre mía, perdón te suplico"
- Marcha de Anita y los coraceros: "¡Auxilio! ¡Socorro!"
- Romanza de Rafael: "Amor vida de mi vida"
- Fin de la obra.
- En la grabación que se hizo de esta obra, la romanza de Manuela, está cantada con otra letra o es otra distinta, que difiere con la del texto impreso. En la grabación indica: "No puedo más, dame señor, fuerza y valor para seguir"